# Forma Orbis Romani
Die Forma Orbis Romani (FOR) ist ein von der Università degli Studi di Roma „La Sapienza“ und dem Consiglio Nazionale delle Ricerche geleitetes Forschungsprojekt. Die Namensgebung lehnt sich an die Forma Urbis Romae an, einen antiken, aus Marmor gefertigten Plan der Stadt Rom.
Im Rahmen des Vorhabens sollen Entdeckungen auf dem ehemaligen Gebiet des Römischen Reiches erforscht und zur Publikation gebracht werden. Ziel ist ein archäologisches Kataster, das vor allem auch dem Schutz des antiken Erbes dienen soll. Der Fokus liegt hierbei auf der Erforschung ehemaliger oder noch bestehender Zentren antiker Zivilisation. Diesbezügliche topographische Studien umfassen alles archäologische Material von der Urgeschichte bis zur Spätantike. Sie greifen auf Grabungsergebnisse, auf Surveys und Archivmaterial zurück. Die in der Folge erstellten archäologischen Karten werden im Maßstab 1:25 000 oder 1:50 000 vorgelegt. Ergänzend treten vollständige photographische Dokumentationen und Detailzeichnungen hinzu. Die Objekte werden umfassend textlich beschrieben und wissenschaftlich eingeordnet. Vor allem die Surveys und die daraus resultierende Kenntnis und Analyse der topographischen Gegebenheiten eines Orts spielen eine grundlegende Rolle und wirkten lange Zeit prägend auf ähnliche Vorhaben in anderen und begrenzteren Gebieten.
Das Projekt wurde 1922 auf Initiative der Accademia Nazionale dei Lincei und von Rodolfo Lanciani unter die Schirmherrschaft der Union Académique Internationale gestellt und wird dort als Projekt der Kategorie C betreut. Damit wurde ein internationaler Rahmen geschaffen, in dem die Carta Archeologica d'Italia eingebunden und erweitert werden konnte. Die Idee, eine Carta Archeologica d'Italia zu erstellen, kam bereits 1885 auf. Wirklich in Angriff genommen und umgesetzt wurde die Carta Archeologica d'Italia unter dem Namen Forma Italiae erst 1923 durch den energischen Einsatz von Giuseppe Lugli und mit Unterstützung der Accademia Nazionale dei Lincei und der Unione Accademica Nazionale in Italien.
Lugli war auch der erste Direktor des Projekts ab 1924. 1926 erschien der erste Band der gleichnamigen Reihe unter dem Titel Regio I, Latium et Campania. Vol. I, Ager Pomptinus, pars I, Anxur-Tarracina, den Lugli wie auch den zweiten Band von 1928 selbst bearbeitet hatte. Lugli hatte die Leitung der zuständigen Kommission bei der Union Académique Internationale bis 1967 inne. 1968 folgte ihm sein Schüler Ferdinando Castagnoli in der Leitung, abgelöst 1988 durch Paolo Somella, der seither dem Projekt vorsteht.
Seitdem Somella auch Präsident der von der Union Académique Internationale geförderten Tabula Imperii Romani ist, hat sich die ergänzende Zusammenarbeit zwischen diesen beiden Schwesterprojekten erhöht, was vor allem auch der Einführung der elektronischen Datenverarbeitung in beiden Projekten zu verdanken ist. Möglich wurde dies durch die gemeinsame Nutzung eines einheitlichen Systems der Georeferenzierung für die Kartographie. So können seither für die Forma Italiae erstellte Daten, die einen viel höheren Detailgrad erreichen, auch für die Tabula Imperii Romani genutzt werden. Für die Zukunft ist geplant, Daten gänzlich in elektronischer Form vorzulegen, so dass die Grenzen zwischen beiden Projekten noch durchlässiger werden.
Neben der Forma Italiae gibt es als beitragende Initiative die Forma Conventus Tarraconensis in Katalonien, die bislang einen Band im Jahr 1928 veröffentlichte. Im Namen der Reihe wurden auch die Carte archéologique de la Gaule romaine in Frankreich und die Carte archéologique de la Belgique romaine in Belgien publiziert. Die Forma Italiae folgte in der Bandeinteilung bis 1984 der augusteischen Regioneneinteilung Italiens, wie am zitierten Band Giuseppe Luglis nachzuvollziehen ist. Auf diese Art wurden von den mittlerweile 44 erschienenen Bänden der Forma Italiae allein 18 Bände der Regio I gewidmet, Etrurien als Regio VII kam auf 6 Bände, alle übrigen Regionen wurden, sofern überhaupt, bislang mit ein bis zwei Bänden berücksichtigt. Seit 1996 orientieren sich die Einteilungen an der Blatteinteilung des Istituto Geografico Militare, so dass einzelne Bände Ausschnitte dieser Karten abdecken, zum Beispiel Ager Tusculanus (IGM 150 III NE – II NO).